# Вильнёв, Дени
Дени́ Вильнёв (фр. Denis Villeneuve; род. 3 октября 1967) — франко-канадский кинорежиссёр и сценарист. Выходец из кругов независимого кино, в 2010-е он снял ряд успешных триллеров («Пленницы», «Убийца», «Враг»), а в конце 2010-х перешёл к жанру научной фантастики («Прибытие», «Бегущий по лезвию 2049», «Дюна», «Дюна: Часть вторая»), в котором добился наибольшей известности. Даже в своих поздних крупнобюджетных проектах Вильнёв продолжает использовать приёмы медитативного независимого кино, и этот стиль принёс ему уважение кинокритиков и немало наград.

## Биография
Вильнёв родился 3 октября 1967 года в деревне Жантийи в Беканкуре, Квебек, у домохозяйки Николь Демерс и нотариуса Жана Вильнёва. Он старший из четырёх братьев и сестёр; младший брат Мартин позже также стал кинорежиссёром.
Начальное образование получил в семинарии Св. Иосифа в Труа-Ривьер. Затем продолжил обучение в колледже. После этого окончил кинематографическое отделение Университета Квебека в Монреале.
В начале своей карьеры он выиграл молодёжный киноконкурс «Радио-Канада» в 1990—1991 годах. Трижды завоёвывал высшую национальную кинопремию Канады «Джини» за лучшую режиссуру: «Водоворот» (2000), «Политех» (2010) и «Пожары» (2011). В 2010 году его фильм «Пожары» представлял Канаду на 83-й церемонии вручения наград «Оскар» в категории «Лучший фильм на иностранном языке». В январе 2011 года Дени Вильнёв был включён в список 10 самых многообещающих молодых режиссёров по мнению еженедельника Variety.
Вильнёв женат на журналистке Танье Лапуэнт, и у него трое детей от предыдущих отношений.

## Карьера
Первые же работы Вильнёва в кинематографе критики сравнивали с картинами признанных мастеров: «Политех» — со «Слоном» Гаса Ван Сента, «Пленницы» — с фильмами Дэвида Финчера, «Враг» — с ранним творчеством Кристофера Нолана и Дэвида Линча.
Высоких оценок удостоился триллер «Убийца», который относят к числу лучших фильмов Вильнёва. На момент выхода картины уже было объявлено о работе режиссёра над крупнейшим на тот момент в его карьере проектом – продолжением «Бегущего по лезвию», работа над которым продолжалась несколько лет. Сам Вильнёв объяснял своё участие любовью к первому фильму и готовностью отдать производству сиквела все свои навыки.
Прорывом в творчестве режиссёра стал первый в череде научно-фантастических проектов фильм «Прибытие», который заслужил признание критиков и зрителей, а также номинации и награды престижных кинопремий, включая 8 номинаций на «Оскар». Картину сразу стали причислять к классике жанра и обсуждать режиссёрский рост Вильнёва на пути к предстоящей премьере «Бегущего по лезвию 2049».
Несмотря на разочарование критиков «Бегущим по лезвию 2049» и провал фильма в прокате, в 2016 году Дени Вильнёв получил предложение снять «проект мечты» – экранизацию «Дюны» Фрэнка Герберта.
В июне 2025 года компания Amazon объявила об утверждении Вильнёва на пост режиссёра нового фильма о Джеймсе Бонде. В августе стало известно, что сценарий фильма напишет Стивен Найт, при этом сюжет, исполнитель главной роли и дата выхода картины не утверждены.

## Фильмография

### Полнометражные фильмы
| Год  | Название                           | Режиссёр | Сценарист | Продюсер |
| ---- | ---------------------------------- | -------- | --------- | -------- |
| 1998 | 32-е августа на земле              | Да       | Да        | Нет      |
| 2000 | Водоворот                          | Да       | Да        | Нет      |
| 2009 | Политех                            | Да       | Да        | Нет      |
| 2010 | Пожары                             | Да       | Да        | Нет      |
| 2013 | Пленницы                           | Да       | Нет       | Нет      |
| 2013 | Враг                               | Да       | Нет       | Нет      |
| 2015 | Убийца                             | Да       | Нет       | Нет      |
| 2016 | Прибытие                           | Да       | Нет       | Нет      |
| 2017 | Бегущий по лезвию 2049             | Да       | Нет       | Нет      |
| 2021 | Дюна                               | Да       | Да        | Да       |
| 2024 | Дюна: Часть вторая                 | Да       | Да        | Да       |
| 2026 | Дюна: Часть третья                 | Да       | Да        | Да       |
| TBA  | Безымянный фильм про Джеймса Бонда | Да       | TBA       | Да       |
| TBA  | Клеопатра                          | Да       | TBA       | TBA      |
| TBA  | Ядерная война                      | Да       | TBA       | TBA      |
| TBA  | Свидание с Рамой                   | Да       | TBA       | TBA      |

### Короткометражные фильмы
| Год  | Название                                                    | Режиссёр | Сценарист | Примечания    |
| ---- | ----------------------------------------------------------- | -------- | --------- | ------------- |
| 1990 | La Course Destination Monde                                 | Да       | Нет       | Телевизионный |
| 1994 | REW FFWD                                                    | Да       | Да        |               |
| 1996 | Космос (фрагмент Le Technétium)                             | Да       | Да        |               |
| 2006 | 120 секунд до победы на выборах                             | Да       | Да        |               |
| 2008 | Этажом выше                                                 | Да       | Нет       |               |
| 2011 | Эмпирическое исследование о влиянии звука на инерцию зрения | Да       | Нет       |               |
| 2011 | Rated R for Nudity                                          | Да       | Нет       |               |

## Частое сотрудничество
| Актёр                        | Водоворот (2000) | Политех (2009) | Пожары (2010) | Пленницы (2013) | Враг (2013) | Убийца (2015) | Прибытие (2016) | Бегущий по лезвию 2049 (2017) | Дюна (2021) | Дюна: Часть вторая (2024) | Всего |
| ---------------------------- | ---------------- | -------------- | ------------- | --------------- | ----------- | ------------- | --------------- | ----------------------------- | ----------- | ------------------------- | ----- |
| Дейв Батиста                 |                  |                |               |                 |             |               |                 | N                             | N           | N                         | 3     |
| Джош Бролин                  |                  |                |               |                 |             | N             |                 |                               | N           | N                         | 3     |
| Давид Дастмалчян             |                  |                |               | N               |             |               |                 | N                             | N           |                           | 3     |
| Роджер Дикинс (кинооператор) |                  |                |               | N               |             | N             |                 | N                             |             |                           | 3     |
| Джон Данн-Хилл               | N                |                | N             |                 |             |               |                 |                               |             |                           | 2     |
| Абдельхафур Элаазиз          |                  |                | N             |                 |             |               | N               |                               |             |                           | 2     |
| Максим Годетт                |                  | N              | N             |                 |             |               |                 |                               |             |                           | 2     |
| Джейк Джилленхол             |                  |                |               | N               | N           |               |                 |                               |             |                           | 2     |

## Восприятие
Критическое, публичное и коммерческое восприятие режиссёрских работ Вильнёва.
| Фильм                  | Rotten Tomatoes | Metacritic | BFCA   | CinemaScore | Бюджет   | Сборы      |
| ---------------------- | --------------- | ---------- | ------ | ----------- | -------- | ---------- |
| Водоворот              | 81 %            | 66         | 71/100 | н/д         | $3,4 млн | $0,3 млн   |
| Политех                | 87 %            | 63         | н/д    | н/д         | $6 млн   | $1,6 млн   |
| Пожары                 | 93 %            | 80         | 87/100 | н/д         | $6,8 млн | $16,1 млн  |
| Пленницы               | 81 %            | 74         | 85/100 | B+          | $46 млн  | $122,2 млн |
| Враг                   | 72 %            | 61         | 74/100 | н/д         | н/д      | $4,6 млн   |
| Убийца                 | 92 %            | 82         | 89/100 | A−          | $30 млн  | $84,9 млн  |
| Прибытие               | 94 %            | 81         | 88/100 | B           | $47 млн  | $203,4 млн |
| Бегущий по лезвию 2049 | 88 %            | 81         | 87/100 | A−          | $150 млн | $259,2 млн |
| Дюна                   | 90 %            | 75         | 86/100 | A−          | $165 млн | $401,8 млн |
| Дюна: Часть вторая     | 93 %            | 79         | 93/100 | A           | $190 млн | $711,8 млн |

## Награды
- Офицер ордена Канады (11 декабря 2017 года)[30]
- Медаль Бриллиантового юбилея королевы Елизаветы II (2012 год)[31]
- Рыцарь Национального ордена Квебека (2019 год)[32]
- Кавалер ордена Искусств и литературы (2024 год, Франция)[33]

| Год   | Фильм                  | «Оскар»   | «Оскар» | BAFTA     | BAFTA | «Золотой глобус» | «Золотой глобус» |
| Год   | Фильм                  | Номинаций | Побед   | Номинаций | Побед | Номинаций        | Побед            |
| ----- | ---------------------- | --------- | ------- | --------- | ----- | ---------------- | ---------------- |
| 2010  | Пожары                 | 1         |         | 1         |       |                  |                  |
| 2013  | Пленницы               | 1         |         |           |       |                  |                  |
| 2015  | Убийца                 | 3         |         | 3         |       |                  |                  |
| 2016  | Прибытие               | 8         | 1       | 9         | 1     | 2                |                  |
| 2017  | Бегущий по лезвию 2049 | 5         | 2       | 8         | 2     |                  |                  |
| 2021  | Дюна                   | 10        | 6       | 11        | 5     | 3                | 1                |
| Всего | Всего                  | 28        | 9       | 32        | 8     | 5                | 1                |